# 吸收犯
吸收犯，是一个刑法学定义，時序上存在数个不同行为，但在法律評價上一行为吸收其他行为，因此仅認定一個行為、成立一个罪名的犯罪。
吸收犯是「法條競合」的一種情形，即規定了較多行為的法條優先適用，而使得多個自然單項行為整體視作一個法定單項行為，因而只定一罪。
特征包括有具有数个独立的符合犯罪构成的犯罪行为；这些犯罪行为触犯不同罪名；数行为之间具有前后发生的吸收关系。比如入室抢劫的行为，抢劫罪吸收非法侵入住宅罪。吸收犯的处理通常是重行为吸收轻行为；实行行为吸收预备行为；主行为吸收从行为。吸收犯按照吸收后的單項行為处断，而不是数罪并罚。

## 延伸閱讀
- 競合論